# Wojciech Bernatowicz
Wojciech Bernatowicz (ur. 21 maja 1973 w Starachowicach) – polski samorządowiec, od 2006 do 2014 prezydent Starachowic.

## Życiorys
Jest wnukiem Stanisława Bernatowicza, biologa i senatora.
W 1992 ukończył II Liceum Ogólnokształcące im. Stanisława Staszica w Starachowicach, a następnie studia z zakresu biologii. Zdał też egzamin oficerski w Jednostce Wojskowych Sił Pokojowych ONZ w Kielcach. Pracował jako asystent w Powiatowej Stacji Sanitarno-Epidemiologicznej.
W drugiej turze wyborów samorządowych w 2006 jako kandydat Prawa i Sprawiedliwości uzyskał 8293 głosy (55,30%), wygrywając wybory na urząd prezydenta Starachowic i pokonując ubiegającego się o reelekcję Sylwestra Kwietnia z LiD. W 2010 kandydował z lokalnego komitetu (pozostając członkiem Prawa i Sprawiedliwości), wygrywając w pierwszej turze.
25 sierpnia 2011 został skreślony z listy członków Prawa i Sprawiedliwości. 29 sierpnia tego samego roku został zatrzymany przez funkcjonariuszy CBA w związku z podejrzeniem popełnienia przestępstwa łapownictwa. 19 sierpnia 2012 odbyło się referendum w przedmiocie odwołania Wojciecha Bernatowicza z urzędu, które z uwagi na zbyt niską frekwencję okazało się nieważne. 11 września 2013 Sąd Okręgowy w Kielcach utrzymał w mocy wyrok skazujący go na karę pozbawienia wolności i grzywny.
Mandat prezydencki Wojciecha Bernatowicza został wygaszony uchwałą radnych, odwołany prezydent zaskarżył tę decyzję w trybie administracyjnym. Po zakończeniu postępowania 14 marca 2014 ostatecznie został zastąpiony przez tzw. komisarza. W drugiej turze przedterminowych wyborów z 11 maja 2014 na nowego prezydenta został wybrany Sylwester Kwiecień – poprzednik Wojciecha Bernatowicza, jak również jego zastępca z okresu prezydentury.